# Sh2-46
Sh2-46 (nota anche come RCW 158) è una nebulosa a emissione visibile nella costellazione del Serpente.
Si individua nella parte sudorientale della costellazione, a circa 1,5° in direzione ovest della celebre Nebulosa Aquila (M16); si estende per circa 25 minuti d'arco in direzione di una regione della Via Lattea fortemente oscurata da dense nubi di polveri. Il periodo più indicato per la sua osservazione nel cielo serale ricade fra giugno e novembre; trovandosi a declinazioni moderatamente australi, la sua osservazione è facilitata dall'emisfero australe.
Si tratta di una regione H II situata sul Braccio del Sagittario alla distanza di circa 2000 parsec (circa 6500 anni luce) dal sistema solare, a breve distanza dalle grandi associazioni OB Sagittarius OB6 e Serpens OB2; la stella responsabile della sua ionizzazione sarebbe HD 165319, una supergigante blu di classe spettrale O9.5Iab. La nube ospita alcuni fenomeni di formazione stellare, comprovabili dalla presenza della sorgente di radiazione infrarossa IRAS 18033-1412 e dalla sorgente di onde radio alle coordinate galattiche 15.11 +03.32. Studi effettuati alla lunghezza d'onda infrarossa hanno permesso di scoprire all'interno della nebulosa delle emissioni di idrocarburi policiclici aromatici (IPA).